# Pöbbeckenmühle (Naturschutzgebiet)
Das Naturschutzgebiet Pöbbeckenmühle liegt in den niedersächsischen Ortsteilen Hahausen und Lutter am Barenberge in der Stadt Langelsheim im Landkreis Goslar.
Das Naturschutzgebiet mit dem Kennzeichen NSG BR 056 ist 5 Hektar groß. Es steht seit dem 16. Juli 1983 unter Naturschutz. Zuständige untere Naturschutzbehörde ist der Landkreis Goslar.
Das Naturschutzgebiet liegt nordöstlich von Hahausen an der Pöbbeckenmühle und stellt einen Quellsumpf unter Schutz, welcher von orchideenreichen Sumpfdotterblumenwiesen und Kleinseggengesellschaften geprägt wird. Östlich der Feuchtwiesen befindet sich als Weide genutztes Grünland, im Norden sind Fischteiche in das Naturschutzgebiet einbezogen.
Im Osten grenzt das Naturschutzgebiet an die Bundesstraße 248, im Süden an das Kreuz der Bundesstraße 248 mit der Bundesstraße 82.